# Partito Nazionale Unito
Il Partito Nazionale Unito è un partito politico singalese di centrodestra.

## Risultati elettorali
| Elezione          | Voti      | % | Seggi     |
| ----------------- | --------- | - | --------- |
| Parlamentari 1994 | 3.498.370 |   | 94 / 225  |
| Parlamentari 2000 | 3.477.770 |   | 89 / 225  |
| Parlamentari 2001 | 4.086.026 |   | 109 / 225 |
| Parlamentari 2004 | 3.504.200 |   | 82 / 225  |
| Parlamentari 2010 | 2.357.057 |   | 60 / 225  |
| Parlamentari 2015 | 5.098.916 |   | 106 / 225 |
| Parlamentari 2020 | 249.435   |   | 1 / 225   |